# NGC 1271
NGC 1271 (również PGC 12367) – galaktyka soczewkowata (S0), znajdująca się w gwiazdozbiorze Perseusza. Odkrył ją Guillaume Bigourdan 14 listopada 1884 roku. Należy do Gromady w Perseuszu.